# Lepthyphantes corsicos
Lepthyphantes corsicos là một loài nhện trong họ Linyphiidae.
Loài này thuộc chi Lepthyphantes. Lepthyphantes corsicos được Jörg Wunderlich miêu tả năm 1980.